# الحلقة الأخيرة (أصدقاء)
الواحدة الأخيرة (بالإنجليزية: The Last One) والمعروفة أيضًا باسم الحلقة التي يقولون فيها وداعًا (بالإنجليزية: The One Where Say Goodbye) هي الحلقة الأخيرة للمسلسل الكوميدي الأمريكي فريندز. كانت الحلقة بمثابة الحلقة السابعة عشرة والثامنة عشرة من الموسم العاشر؛ تم تصنيف جزأي الحلقة على أنهما حلقتان منفصلتان. وكتبها مؤلفو المسلسل ديفيد كرين ومارتا كوفمان، وأخرجها المنتج التنفيذي كيفن إس. برايت. تم بث الحلقة النهائية للمسلسل لأول مرة على قناة إن بي سي في الولايات المتحدة في 6 مايو 2004 حين شاهدها 52.5 مليون مشاهد، مما جعلها البث الترفيهي الأكثر مشاهدة في ست سنوات وكانت خامس أكثر حلقة أخيرة لمسلسل مشاهدة في تاريخ التلفزيون، بالإضافة إلى الحلقة الأكثر مشاهدة من أي مسلسل تلفزيوني على مدار العقد الأول من القرن الحادي والعشرين على التلفزيون الأمريكي. في كندا، عُرضت الحلقة النهائية في وقت واحد في 6 مايو 2004 على قناة «غلوبال»، وشاهدها 5.16 مليون مشاهد لتصبح الحلقة الأعلى مشاهدة من المسلسل في كندا.
تختتم الحلقة الأخيرة من المسلسل العديد من القصص طويلة الأمد. يعترف روس غيلر (ديفيد شويمر) بحبه لرايتشل غرين (جينيفر أنيستون) ويقرران استئناف علاقتهما؛ ويتبنى كل من مونيكا غيلر (كورتني كوكس) وتشاندلر بينغ (ماثيو بيري) توأمان وينتقلان للعيش في الضواحي. يُظهر المشهد الأخير من الحلقة المجموعة وهي تغادر شقة مونيكا وتشاندلر للمرة الأخيرة ذاهبين لتناول فنجان قهوة أخير معًا.
شاهد كرين وكوفمان وبرايت الحلقات الأخيرية من مسلسلات كوميدية أخرى قبل كتابة الحلقة من أجل الإلهام. وجدت كوفمان أنها أحبت تلك الحلقات التي ظلت وفية للمسلسل. صُوِرَت الحلقتان في استوديوهات وارنر براذرز في بربانك، كاليفورنيا؛ صُوِرَ الجزء الأول في 16 يناير وصُوِرَ الجزء الثاني في 23 يناير. وقد لقيت النهاية استحسان النقاد وأعضاء فريق التمثيل.

## الاستقبال

### الترويج والتصنيفات والجوائز
روجت إن بي سي بشدة لنهاية المسلسل والذي سبقه أسابيع من الضجيج الإعلامي. نظمت فروع إن بي سي المحلية حفلات مشاهدة في جميع أنحاء الولايات المتحدة، بما في ذلك حدث في «يونيفرسال سيتي ووك» يضم بثًا خاصًا للنهاية على شاشة أستروفيجن خارجية. كما عُرِضت الحلقة في مدينة نيويورك، حيث شاهدها أكثر من 3,000 شخص على الشاشات الكبيرة في الحدائق. كانت النهاية موضوع حلقتين من برنامج «دايتلاين إن بي سي»، استمرت إحداهما لمدة ساعتين. تم عرض فيلم بأثر رجعي مدته ساعة واحدة لمقاطع من الحلقات السابقة قبل بث الحلقة الأخيرة. تم تصوير حلقة من حلقات برنامج «عرض الليلة مع جاي لينو» في إطار التصوير المكاني لمقهى سنترال بيرك أين صور فريندز، والتي تضمنت طاقم المسلسل كضيوف. وبلغ متوسط معدلات الإعلان للنهاية 2 مليون دولار لمدة 30 ثانية من الوقت التجاري. يظل هذا حاليًا أكبر معدل إعلان على الإطلاق لمسلسل هزلي ، محطمًا الرقم القياسي السابق الذي سجلته سينفيلد النهائية عند 1.7 مليون دولار.
بلغ متوسط أسعار الإعلان للنهاية 2 مليون دولار لمدة 30 ثانية من الوقت التجاري، محطمة الرقم القياسي الذي حققه إعلان الحلقة الأخيرة لمسلسل ساينفيلد عند 1.7 مليون دولار.
شاهد 52.5 مليون مشاهد الحلقة الأخيرة في الولايات المتحدة في 6 مايو 2004، مما جعلها البث الترفيهي الأكثر مشاهدة منذ نهاية مسلسل ساينفيلد في عام 1998.على الرغم من أنها ليست الحلقة الأكثر مشاهدة من المسلسل، وكان رابع أكثر حلقة أخيرة لمسلسل مشاهدة في تاريخ التلفزيون، بعد نهائيات مسلسل ماش و تشيرز وساينفيلد والتي شاهدها على التوالي 105 و 80.4 و 76.2 مليون مشاهد. تمت مشاهدة الحلقة بأثر رجعي من قبل حوالي 36 مليون مشاهد، وكانت النهاية هي ثاني أكثر بث تلفزيوني مشاهدة لهذا العام في الولايات المتحدة، بعد بطولة سوبر بول فقط.
رُشِحت الحلقة لجائزتين اثنتين إيمي برايم تايم في حفل توزيع جوائز الإيمي برايم تايم السادس والخمسون لجائزة أفضل مزيج صوتي متعدد الكاميرات لسلسلة ولجائزة أفضل تحرير صور متعدد الكاميرات خاص لسلسلة، لكنها خسرت لصالح الموسم الأخير من فرايجر في كلتا الفئتين.

### الاستقبال النقدي
وصف روبرت بيانكو من صحيفة يو إس إيه توداي الحلقة الأخيرة بأنها مسلية ومرضية وأثنى عليها لمزجها بين العاطفة والفكاهة مع تسليط الضوء على كل نجوم المسلسل. أشادت سارة رودمان من صحيفة بوسطن هيرالد بأنيستون وشويمر لتمثيلهما، لكنها شعرت أن لم شمل شخصياتهما كان «بارعا بعض الشيء، حتى لو كان هذا هو ما أراده معظم جماهير العرض.» شعر روجر كاتلين من صحيفة هارتفورد كورانت أن الوافدين الجدد إلى المسلسل «سيتفاجئون بمدى كون هذه العلاقة غير مضحكة، وكيف تعتمد كل هفوة متوترة تقريبًا على الغباء المطلق لشخصياتها.» وصف نويل هولستون من جريدة نيوزداي الحلقة بأنها "حلوة وغبية ومرضية"، شعر روجر كاتلين من صحيفة هارتفورد كورانت أن الوافدين الجدد إلى المسلسل «سيتفاجئون بمدى كون هذه العلاقة غير مضحكة، وكيف تعتمد كل هفوة متوترة تقريبًا على الغباء المطلق لشخصياتها.»

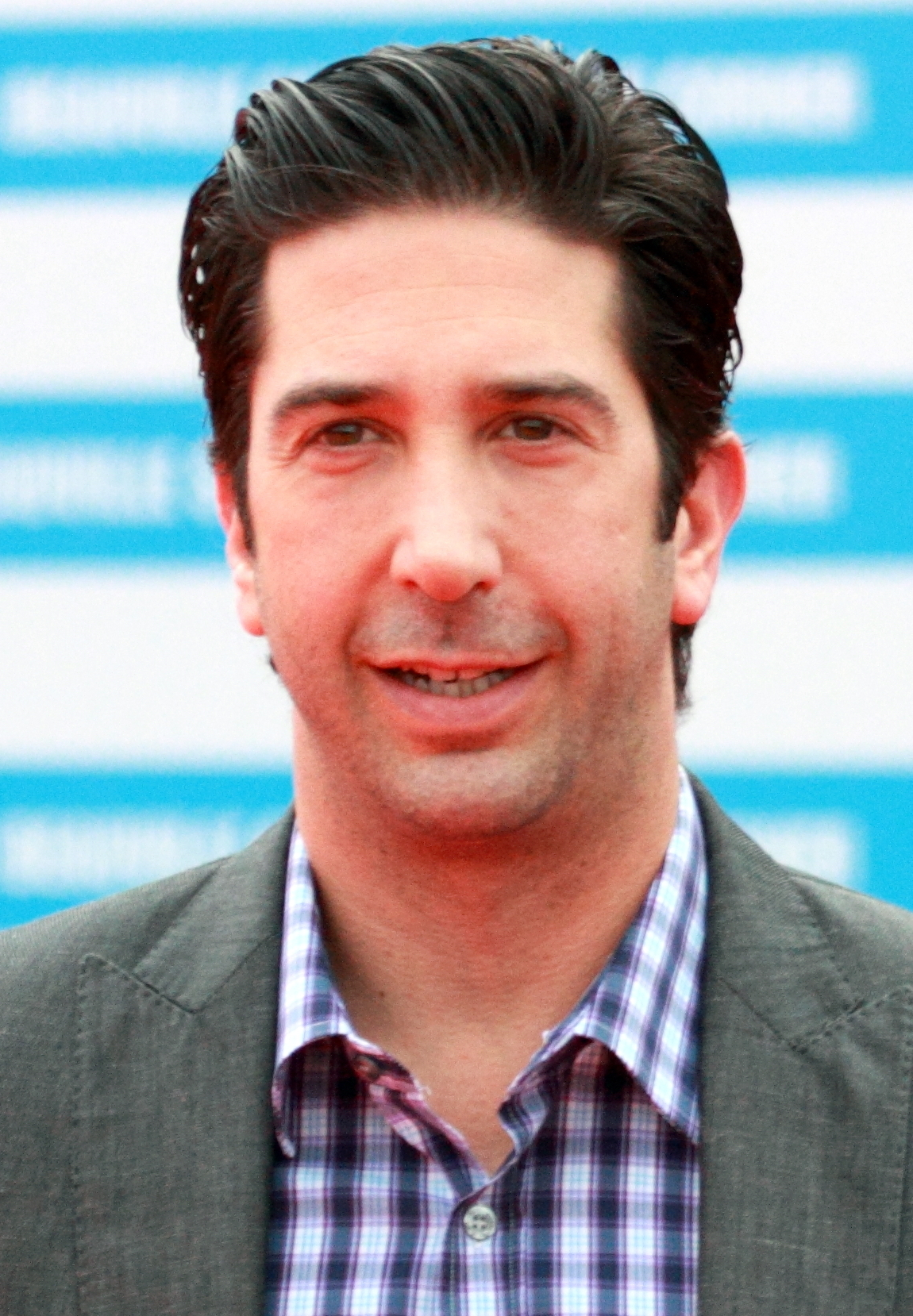
كانت النهاية هي بالضبط ما كان يأمله الممثل ديفيد شويمر

سلطت مقالة افتتاحية في جريدة يو إس إيه توداي الضوء على وجهة نظر العديد من النقاد الذين وجدوا مشكلة مع طاقم التمثيل المسن، وعلق قائلاً: «كان الأصدقاء يزدادون صريرًا حتى مع بقائهم مشهورين». قالت الكاتبة هيذر هافريلسكي من موقع صالون إنه على الرغم من «الضجيج المقزز والموسم المخيب للآمال والنهاية الباهتة، من المهم أن نتذكر أن هذا المسلسل كان عرضا رائعا لفترة طويلة جدًا.» أعطى كين باريش بيركنز من صحيفة فورت وورث ستار-تيليغرام النهاية درجة «ب»، وكتب أن النهاية كانت «مؤثرة أكثر من كونها كوميدية، أكثر إرضاءً من حيث الإغلاق من الركبتين المضحكين.»

### الرد من الموظفين
وبحسب ما ورد اجتمع أعضاء فريق التمثيل معًا في لوس أنجلوس؛ قال الممثل ديفيد شويمر الذي يلعب دور روس: «هذا بالضبط ما كنت أتمناه. ينتهي بنا الأمر جميعًا بشعور ببداية جديدة ولدى الجمهور إحساس بأنه فصل جديد في حياة كل هذه الشخصيات.» عند تسجيل الحلقة، قام الممثلون وطاقم العمل بتمرير الكتب السنوية التي صممها طاقم الإنتاج حسب الطلب، وقاموا بتوقيعها لبعضهم البعض. أعطى فريق الممثلين المنتجين ساعات كارتييه منقوشة، بينما أعطى المنتجون لفريق الممثلين مجوهرات نيل لين. عندما تم تقسيم الإطار الزماني، حصل كل من الممثلين وطاقم العمل على جزء من الشارع خارج سنترال بيرك في صندوق زجاجي كتذكار.
كانت هناك ثلاث حفلات ختامية منفصلة - عشاء في مقر إقامة أنيستون-بيت في 19 يناير 2004، وجلسة في مكان استراحة الطاقم «ساول الثاني» (بالإنجليزية: Il Sole) في ويست هوليوود في 22 يناير، وحفلة كبيرة ل1000 ضيف في 24 يناير في فندق بارك بلازا في لوس أنجلوس. قامت فرقة ذي ريمبراندتس في الحفلة التي أقيمت في فندق بارك بلازا بأداء أغنية شارة المسلسل، سأكون هناك من أجلك، وأعاد الممثلون تمثيل المشهد الأول من الحلقة التجريبية.